# Соловьёв, Анатолий Иванович
Анато́лий Ива́нович Соловьёв (15 января 1922 — 1 октября 1990) — участник Великой Отечественной войны, полный кавалер ордена Славы.

## Биография
Родился в деревне Белая (ныне — в Киришском районе Ленинградской области) в семье крестьянина. Русский. Окончил 10 классов железнодорожной школы в 1940 году (станция Мга Ленинградская область). Работал помощником машиниста паровозного депо станции Мга.
В армию призван в июле 1941 года. На фронте с декабря 1941 года. Член КПСС с 1942.
В декабре 1946 года демобилизован. Работал в Мгинпаровозном депо техником, затем — инженером. В 1949 году был вновь призван в ряды Советской Армии в качестве офицера. Сдал экзамены за 1-е Ленинградское артиллерийское училище. В 1964 году Соловьев в звании подполковника уволен в запас.
Жил в посёлке Мга, работал старшим диспетчером Ленинградского мебельного комбината № 1. Похоронен в посёлке Мга.

## Подвиги

### первый
Наводчик орудия 339-го отдельного истребительно-противотанкового артиллерийского дивизиона (31-я стрелковая бригада, 2-й Прибалтийский фронт) сержант Соловьёв 2.11.43 в наступательном бою в районе разъезда Каратай (8 км сев. г. Невель Псковской области), находясь с орудием в боевых порядках пехоты, уничтожил большое количество вражеских солдат. В ходе боя был ранен, но, оставшись в строю, продолжал успешно истреблять противника. За этот подвиг награждён орденом Славы 3 степени.

### второй
Командир противотанкового орудия 339-го отдельного истребительно-противотанкового артиллерийского дивизиона (1-я стрелковая дивизия, 70-я армия, 1-й Белорусский фронт) старший сержант Соловьёв 27.7.44 в районе населенного пункта Мокраны-Нове (10 км сев.-зап. Тересполя, Польша) прямой наводкой уничтожил 5 пулеметов, несколько автомашин и повозок с военным грузом и отделение немцев. За этот подвиг награждён орденом Славы 2 ст.

### третий
Командир противотанкового орудия 339-го отдельного истребительно-противотанкового артиллерийского дивизиона старшина Соловьёв при прорыве обороны противника близ населённого пункта Повелин (16—18 км сев. населённого пункта Легьоново, Польша) 17.01.45 уничтожил наблюдательный пункт, 8 пулеметных точек и большое количество вражеских солдат. При дальнейшем наступлении дивизии расчет орудия Соловьёва находился в боевых порядках пехоты и подавлял огневые точки противника, мешавшие продвижению стрелковых подразделений. По льду форсировал р. Висла, отражая контратаку на левом берегу, подавил несколько пулеметных точек и орудий, истребил более отделения гитлеровцев, чем способствовал стрелковым подразделениям в расширении плацдарма. За этот подвиг награждён орденом Славы 1 степени.

## Награды
- орден Славы 1 степени. 29.6.1945
- орден Славы 2 степени. 17.10.1944
- орден Славы 3 степени. 25.01.1944
- 2 ордена Отечественной войны 1 степени
- орден Отечественной войны 2 степени
- орден Красной Звезды
- медаль «За боевые заслуги»
- другие медали